# انقلاب وضع الأوعية الكبرى
انقلاب وضع الأوعية الدموية الكبيرة (بالإنجليزية: Transposition of the great vessels) هو مجموعة من عيوب القلب الخلقية التي تشمل ترتيب مكاني غير طبيعي لأي من الأوعية الكبيرة: الوريد الأجوف العلوي أو السفلي والشريان الرئوي والأوردة الرئوية والشريان الأبهر. تنتمي أمراض القلب الخلقية التي تشمل فقط الشرايين الرئيسية (الشريان الرئوي والشريان الأورطي) إلى مجموعة فرعية تُسمَّى تبدُّل الشرايين الكبرى.

## المتغيرات

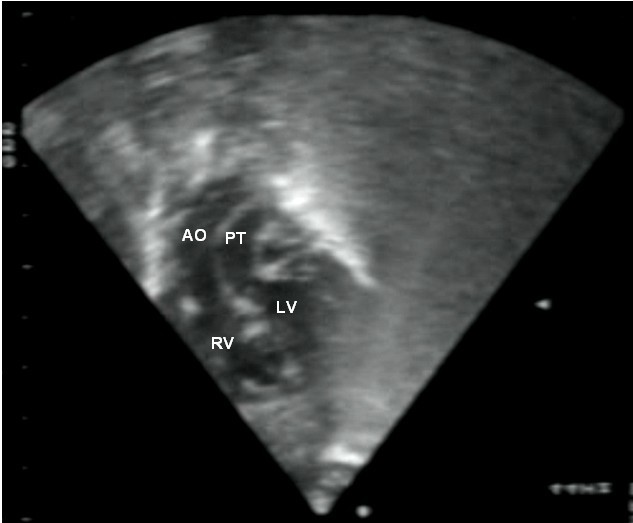
تخطيط صدى القلب يُظهر اتصالات البطين بالشرايين مع وجود الشرايين الكبيرة متوازية.

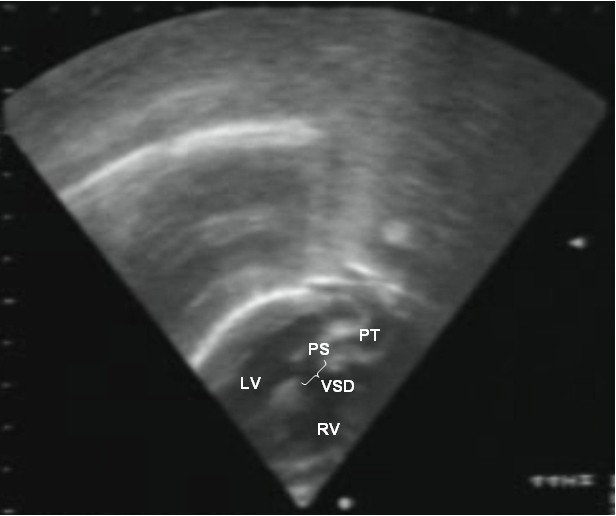
تخطيط صدى القلب لانقلاب وضع الأوعية الكبرى المعقد مع عيب الحاجز البطيني وتضيق الصمام الرئوي.

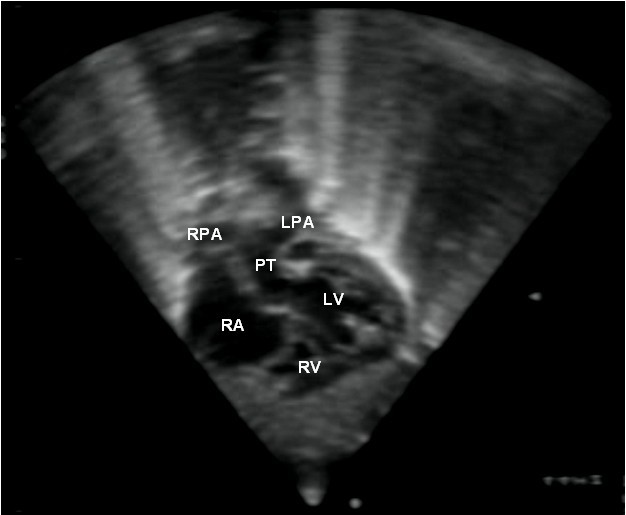
تخطيط صدى القلب لتبدل الشرايين الكبيرة. يظهر البطين الأيسر مع الوعاء المتفرع، والذي تم تحديده على أنه الشريان الرئوي.

يمكن أن تكون الأوعية الدموية المنقولة مجموعة كبيرة ومتنوعة من الاختلافات الأذينية البطينية والبطينية الشريانية والشريانية الوريدية. قد تتراوح الآثار من تغيير في ضغط الدم إلى انقطاع في الدورة الدموية، وهذا يتوقف على طبيعة ودرجة تغير المكان والأوعية المعنية.
على الرغم من أن «منقولة» تعني حرفياً «متبدلة»، تكون الأوعية في العديد من الأنواع في مواضع غير طبيعية وليست فقط متبدلة.

### تبدل الشرايين الكبرى اليميني

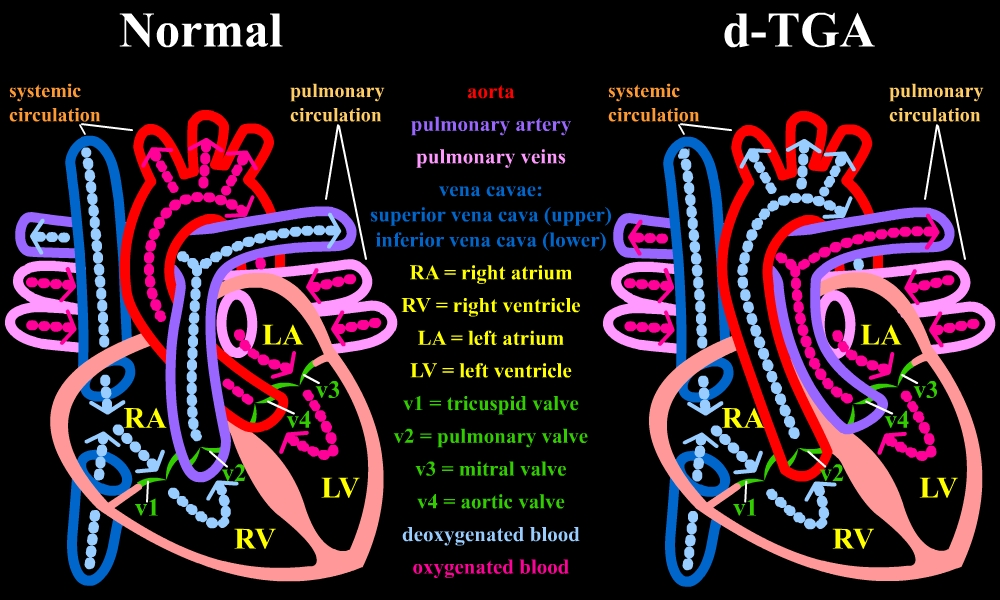
تشريح القلب الطبيعي بالمقارنة مع تبدل الشرايين الكبرى اليميني

تضخ الشرايين الكبيرة الدم المؤكسج من الجانب الأيمن من القلب على الفور من خلال الشريان الأورطي إلى الجسم والقلب نفسه ويتجاوز الرئتين، في حين يضخ الجانب الأيسر من القلب الدم المؤكسج باستمرار إلى الرئتين من خلال الشريان الرئوي. يتم إنشاء نظامين دائريين (متوازيين). ويسمى داء قلبي خلقي زراقي لأن الطفل حديث الولادة يتحول إلى اللون الأزرق من نقص الأكسجين.

### تبدل الشرايين الكبرى الأيسري
تبدل الشرايين الكبرى الأيسريّ هو عيب خلقي لا زراقي في القلب تتبدل فيه الشرايين الرئيسية، ويكون الشريان الأورطي أمام وإلى يسار الشريان الرئوي، مع تبدل البطين الأيمن والأيسر بصماماتهما. يتم توصيل الدورة الدموية النظامية والرئوية. تنشأ المضاعفات من حقيقة أن البطين الأيمن، الذي يتم تكييفه لضخ الدم في الدورة الدموية الرئوية ذات الضغط المنخفض، يتم تكليفه بضخ الدم في ضغط أعلى بكثير ضد مقاومة عالية من الدورة الدموية النظامية.

### انقلاب وضع الأوعية الكبرى البسيط والمعقد
في كثير من الحالات، يصاحب انقلاب وضع الأوعية الكبرى عيوب القلب الأخرى، والنوع الأكثر شيوعاً هو التحويلات داخل القلب مثل عيب الحاجز الأذيني بما في ذلك الثقبة البيضوية المفتوحة وعيب الحاجز البطيني والقناة الشريانية السالكة. قد يكون هناك أيضاً تضيق أو عيوب أخرى في الصمامات و / أو الأوعية.
عندما لا توجد عيوب القلب الأخرى يُسمى انقلاب الأوعية الكبرى «بسيط»، وعندما توجد عيوب أخرى يُسمى «معقد».

## عوامل الخطر
سبب معظم العيوب الخلقية للقلب غير معروف.
ولكن من العوامل التي قد تزيد من خطر حدوث هذه الحالة ما يلي:
- عمر الأم فوق 40 عاماً
- إدمانها الكحول
- سوء التغذية أثناء الحمل
- الحصبة الألمانية أو غيرها من الأمراض الفيروسية خلال فترة الحمل.[2]

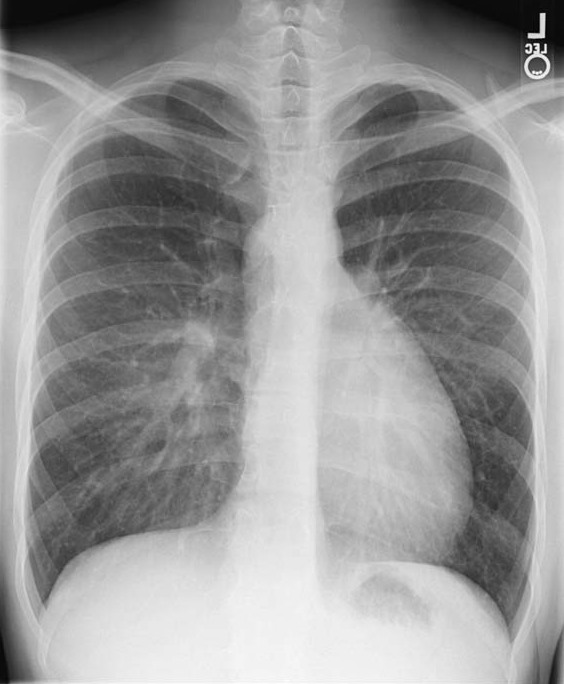
أشعة سينية تبين الشكل المميز في حالة نقل الأوعية الكبيرة الذي يُسمى البيض على علامة الجانب.

في القلب الطبيعي، يعود الدم من الجسم عبر الجانب الأيمن من القلب والشريان الرئوي إلى الرئتين للحصول على الأكسجين. ثم يعود الدم إلى الجانب الأيسر من القلب ويتحرك من الشريان الأبهر إلى الجسم.
في انقلاب وضع الأوعية الكبيرة، يذهب الدم إلى الرئتين، يتأكسد ثم يعود إلى القلب ثم يتدفق إلى الرئتين دون الذهاب إلى الجسم.

## الأعراض
تظهر الأعراض عند الولادة، ويعتمد مدى سوء الأعراض على نوع وحجم عيوب القلب المصاحبة (مثل عيب الحاجز الأذيني وعيب الحاجز البطيني أو القناة الشريانية المفتوحة)
قد تشمل الأعراض: زرقة الجلد وتعجر أصابع اليد أو أصابع القدم والتغذية السيئة وضيق التنفس.

## التشخيص

### الاختبارات والفحوصات
قد يكشف مقدم الرعاية الصحية عن لغط قلبي أثناء الاستماع إلى الصدر بالسماعة الطبية، ويكون لون جلد الطفل وفمه أزرقًا. وغالباً ما تشمل الاختبارات ما يلي:
- قسطرة القلب
- الأشعة السينية على الصدر، الأشعة السينية على الصدر، تحول الأوعية الكبرى يظهر عادة صورة ظلية للقلب المنصف على أنها «بيضة على سلسلة»، حيث القلب المتوسع يمثل بيضة على الجانب والغدة الصعترية الضامرة من المنصف العلوي تمثل السلسلة.
- مخطط صدى القلب (إذا تم ذلك قبل الولادة، يُسمى مخطط صدى القلب الجنيني)
- قياس التأكسج (للتحقق من مستوى الأكسجين في الدم)[3]

## العلاج
بالنسبة لحديثي الولادة، يمكن إعطاء البروستاغلاندين للحفاظ على القناة الشريانية المفتوحة التي تسمح بخلط الدوائر الرئوية والنظامية. وهكذا يمكن أن خلط الدم المؤكسج الذي يعاد تدويره إلى الرئتين مع الدم الذي ينتشر في جميع أنحاء الجسم. عملية التبديل الشرياني هي العلاج النهائي لتبدل الشرايين اليميني. نادراً ما يكون التبديل الشرياني غير ممكن بسبب التشريح المعين للشريان التاجي ويفضل عملية تبديل أذيني.

## تقدم المرض
تتحسن أعراض الطفل بعد الجراحة، ويعيش حياة طبيعية. أما إذا لم يتم تنفيذ الجراحة التصحيحية، فإن متوسط العمر المتوقع هو أشهر فقط.

## المضاعفات المحتملة
قد تشمل المضاعفات ما يلي:
- مشاكل الشريان التاجي[8]
- مشاكل صمام القلب
- عدم انتظام ضربات القلب

ويمكن تشخيص هذه الحالة قبل الولادة باستخدام مخطط صدى القلب الجنيني مما يقلل من حدوث المضاعفات.

## الوقاية
ينبغي تحصين النساء اللواتي يخططن للحمل ضد الحصبة الألمانية إذا لم يكُنَّ محصنات بالفعل. مع التغذية الجيدة وتجنب الكحول والسيطرة على مرض السكري سواء قبل أو أثناء الحمل.

## التاريخ
وُصِف انقلاب وضع الأوعية الكبرى لأول مرة في 1797 من قِبل ماثيو بايلي.

## روابط خارجية
- Understanding your child’s heart: Transposition of the Great Arteries; by the British Heart Foundation
- Transposition of the Great Arteries (TGA) - Stanford Children's Health
- Pediatric Heart Surgery
- The Congenital Heart Surgery Video Project
- Pediatric Cardiac Surgery: Repair of Transposition of the Great Arteries with Intact Ventricular Septum (TGA/IVS)
- Diagram at kumc.edu
- Transposition of the great arteries at Cardiopedia